# Brézins
Brézins är en kommun i departementet Isère i regionen Auvergne-Rhône-Alpes i sydöstra Frankrike. Kommunen ligger i kantonen Saint-Étienne-de-Saint-Geoirs som tillhör arrondissementet Grenoble. År 2022 hade Brézins 2 282 invånare.

## Befolkningsutveckling
Antalet invånare i kommunen Brézins
Referens:INSEE